# Anton (Schaumburg)
Anton, Graf von Holstein-Schaumburg (* 8. März 1549; † 21. Januar 1599) war von 1587 bis 1599 Bischof von Minden.

## Familie
Anton war der jüngste Sohn von Otto IV., Graf von Holstein-Schauenburg-Pinneburg aus dessen erster Ehe mit Maria (* 1527; † 1554), Tochter Barnims IX., des Herzogs von Pommern-Stettin. Sein älterer Bruder Hermann war bereits von 1567 bis 1582 Bischof von Minden. Sein Namensvetter Anton von Schaumburg, Erzbischof von Köln, war Antons und Hermanns Onkel väterlicherseits.

## Werdegang
Obwohl Antons Vater 1559 die Reformation in seinem Herrschaftsgebiet einführte, ließ er zwei seiner Söhne zu katholischen Geistlichen erziehen. Anton von Schaumburg und sein älterer Bruder Hermann wurden in Ingolstadt von Jesuiten erzogen. Bereits als Kind erhielt er eine Pfründe als Domherr in Köln, wo er vor 1577 zum Domdechanten aufstieg. Zugleich war er auch Dompropst in Hildesheim.

## Bischof von Minden
Anton wurde am 11. September 1587 zum Bischof bestellt und diente bis zu seinem Tod als Fürstbischof im Bistum Minden und damit auch als Regent im Hochstift Minden. Unter seinen Vorgängern aus dem Hause Braunschweig-Lüneburg hatte sich die lutherische Lehre im Bistum ausgebreitet. Anton gilt als Gegner der Reformation. Da dem Mindener Domkapitel während der Regentschaft Antons bereits eine größere Anzahl dem Protestantismus zugeneigte Domherren angehörten und es daher zwischen Anton und dem Domkapitel zu häufigem Streit kam, konnte er im Ergebnis den Vormarsch der reformatorischen Bewegung in seinem Bistum nicht unterbinden. Vielmehr wurde ihm bereits 1597 der protestantisch gesinnte Christian von Braunschweig-Lüneburg als Koadjutor zur Seite gestellt, der nach Antons Tod selbst Bischof in Minden wurde.